# アルバート・ヴェン・ダイシー

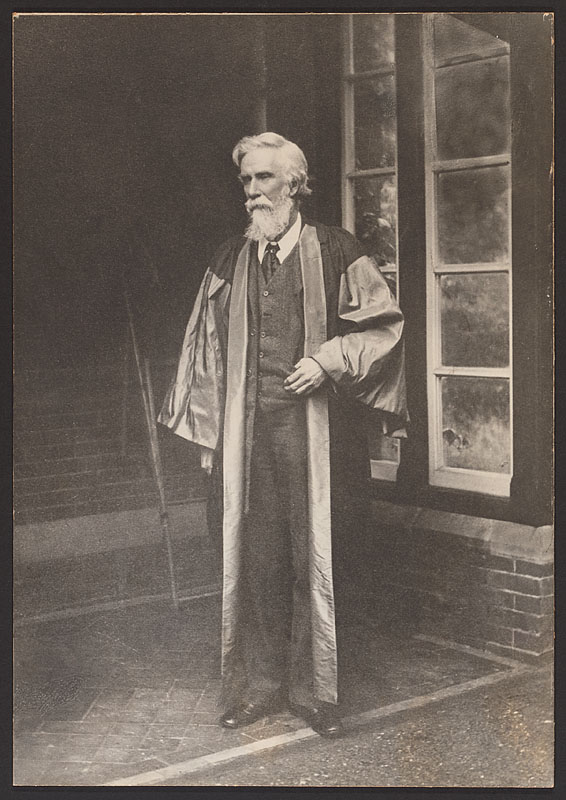
Albert Venn Dicey.

アルバート・ヴェン・ダイシー（Albert Venn Dicey、1835年2月4日 - 1922年4月7日）は、イギリスの憲法学者。オックスフォード大学名誉教授。ホイッグ党員。

## 人物
主著は1885年初版の『憲法序説』で、1959年に10版まで発行されている。以後議会主権（Parliamentary Sovereignty）と法の支配 (Rule of Law) がイギリス憲法の二大原理とされるようになった。

## 略譜
- 1835年2月4日、イギリスのクレイブルック・ホールで生まれる。
- 1854年、オックスフォード大学に入学し、首席で卒業。
- 1861年、インナー・テンプル法曹院入学。
- 1882年、オックスフォード大学教授。
- 1907年、オックスフォード大学名誉教授。
- 1922年4月7日永眠。